# 尾関直子
尾関 直子（おぜき なおこ、1954年 - ）は、日本の英文学者。明治大学国際日本学部教授。Ph.D。専門は応用言語学、英語教育。

## 略歴
愛知県名古屋市出身。
1976年慶應義塾大学文学部卒業。1986年セント・マイケルズ大学院修士課程修了。2000年ペンシルベニア州立インディアナ大学にて博士号取得。
大東文化大学国際関係学部助教授を経て、2004年明治大学経営学部教授。2008年より同大学国際日本学部教授。

## 著書
- 『1日1話通勤タイムの英語塾』（光文社、2002年）
- 『恋する乙女の英会話』（光文社、2003年）
- 『言語学習と学習ストラテジー』（大和隆介・中島優子・広森友人共編、リーベル出版、2005年）
- 『統合的英語科教育法』（村野井仁・渡部良典・冨田祐一共著、成美堂、2012年）